# Bolesław der Vergessene
Bolesław der Vergessene ist ein historisch nicht eindeutig nachweisbarer polnischer Herzog aus dem Adelsgeschlecht der Piasten, der Polen zwischen 1034 und 1038 regiert haben könnte. Er wird erstmals in der Großpolnischen Chronik aus dem 13. Jahrhundert erwähnt, also ca. 200 Jahre nach seiner behaupteten Regierungszeit. Ältere Chroniken erwähnen ihn nicht. Spätere Chroniken beziehen sich auf die Großpolnische Chronik, die jedoch teilweise den Namen Władysław nennen.

## Leben
Umstritten ist, ob Bolesław der Vergessene Sohn von Bolesław dem Tapferen oder von Mieszko II. Lambert war. Gemäß der Großpolnischen Chronik soll Bolesław der Vergessene der älteste Sohn von Mieszko II. Lambert gewesen sein, und nach dessen Tod zum polnischen König gekrönt worden sein, während die Königswitwe Richeza mit ihrem Sohn und Bolesławs Bruder oder Halbbruder Kasimir I. Karl Polen verließ – gemäß der Großpolnischen Chronik von Bolesław vertrieben wurden. Tatsächlich ist nicht geklärt, wer während der Heidnischen Reaktion in den 1030er Jahren in Polen regiert hat. Kasimir I. Karl gelang die Rückkehr zur Herrschaft erst um 1040. Masowien fiel dagegen von Polen ab und wurde von Miecław regiert. Bolesław der Vergessene soll ein grausamer Herrscher gewesen sein, dessen rigorose Herrschaft zum Volksaufstand in den Jahren 1037–1038 geführt haben soll. Er sei daraufhin zunächst von den zeitgenössischen Chronisten mit der Damnatio belegt worden. Gemäß der Großpolnischen Chronik fand er einen grausamen Tod und wurde von der Liste der polnischen Könige gestrichen. Seit dem 19. Jahrhundert ist es umstritten, ob es sich bei Bolesław dem Vergessenen um eine historische Person handelt.

## Ehe und Familie
Über Ehe und Kinder von Bolesław ist nichts gesichertes bekannt.

## Nachwelt
Bolesław der Vergessene ist Protagonist zahlreicher Romane und Erzählungen.